# منطقه جنوب غربی (کامرون)
منطقه جنوب غربی (به لاتین: Southwest Region) یکی از منطقه‌های کامروناست. منطقه جنوب غربی ۱٬۴۸۱٬۴۳۳ نفر جمعیت دارد.